# 1 000 kilomètres de Spa 2004
Navigation
Édition précédente Édition suivante
Les 1 000 kilomètres de Spa 2004 sont la 24e édition de l'épreuve et se déroulent le 12 septembre 2004. La victoire est remportée par l'Audi R8 no 88 pilotée par Johnny Herbert et Jamie Davies.

## Circuit
Les 1 000 kilomètres de Spa 2004 se déroulent sur le Circuit de Spa-Francorchamps en Belgique, surnommé Le toboggan des Ardennes, en raison de son important dénivelé et de la présence de nombreuses courbes rapides. Certains de ses virages sont célèbres, comme l'Eau Rouge, Pouhon ou encore Blanchimont. Il est également caractérisé par de longues pleines charges, dues au fait que le tracé mesure plus de 7 km. Ce circuit est célèbre car il accueille la Formule 1 et qu'il est très ancré dans la compétition automobile.

## Résultats
Voici le classement officiel au terme de la course,.
- Les vainqueurs de chaque catégorie sont signalés par un fond jauni.
- Pour la colonne Pneus, il faut passer le curseur au-dessus du modèle pour connaître le manufacturier de pneumatiques.

| Pos | Cat  | n° | Équipe                             | Pilotes                                                  | Châssis                        | Pneus | Tours |
| Pos | Cat  | n° | Équipe                             | Pilotes                                                  | Moteur                         | Pneus | Tours |
| --- | ---- | -- | ---------------------------------- | -------------------------------------------------------- | ------------------------------ | ----- | ----- |
| 1   | LMP1 | 88 | Audi Sport UK Team Veloqx          | Johnny Herbert Jamie Davies                              | Audi R8                        | M     | 144   |
| 1   | LMP1 | 88 | Audi Sport UK Team Veloqx          | Johnny Herbert Jamie Davies                              | Audi 3,6 L Turbo V8            | M     | 144   |
| 2   | LMP1 | 5  | Team Goh                           | Rinaldo Capello Seiji Ara                                | Audi R8                        | M     | 143   |
| 2   | LMP1 | 5  | Team Goh                           | Rinaldo Capello Seiji Ara                                | Audi 3,6 L Turbo V8            | M     | 143   |
| 3   | LMP1 | 3  | Creation Autosportif               | Nicolas Minassian Jamie Campbell-Walter                  | DBA 03S                        | D     | 139   |
| 3   | LMP1 | 3  | Creation Autosportif               | Nicolas Minassian Jamie Campbell-Walter                  | Zytek ZG348 3.4L V8            | D     | 139   |
| 4   | LMP2 | 13 | Courage Compétition                | Jonathan Cochet Alexander Frei Sam Hancock               | Courage C65                    | M     | 137   |
| 4   | LMP2 | 13 | Courage Compétition                | Jonathan Cochet Alexander Frei Sam Hancock               | AER XP20 2.0L Turbo I4         | M     | 137   |
| 5   | LMP1 | 69 | Team Jota                          | Sam Hignett John Stack Gianni Collini                    | Zytek 04S                      | D     | 136   |
| 5   | LMP1 | 69 | Team Jota                          | Sam Hignett John Stack Gianni Collini                    | Zytek ZG348 3.4L V8            | D     | 136   |
| 6   | LMP1 | 7  | RML                                | Mike Newton Thomas Erdos Miguel Ramos                    | MG-Lola EX257                  | D     | 136   |
| 6   | LMP1 | 7  | RML                                | Mike Newton Thomas Erdos Miguel Ramos                    | MG (AER) XP20 2.0L Turbo I4    | D     | 136   |
| 7   | GTS  | 86 | Larbre Compétition                 | Christophe Bouchut Pedro Lamy Steve Zacchia              | Ferrari 550 GTS Maranello      | M     | 132   |
| 7   | GTS  | 86 | Larbre Compétition                 | Christophe Bouchut Pedro Lamy Steve Zacchia              | Ferrari 5.9L V12               | M     | 132   |
| 8   | LMP2 | 26 | Paul Belmondo Racing               | Paul Belmondo Claude-Yves Gosselin Wim Eyckmans (en)     | Courage C65                    | M     | 129   |
| 8   | LMP2 | 26 | Paul Belmondo Racing               | Paul Belmondo Claude-Yves Gosselin Wim Eyckmans (en)     | AER XP20 2.0L Turbo I4         | M     | 129   |
| 9   | GT   | 85 | Freisinger Motorsport              | Stéphane Ortelli Emmanuel Collard                        | Porsche 911 GT3 RSR (996)      | D     | 129   |
| 9   | GT   | 85 | Freisinger Motorsport              | Stéphane Ortelli Emmanuel Collard                        | Porsche 3.6L Flat-6            | D     | 129   |
| 10  | GTS  | 87 | Larbre Compétition                 | Tomáš Enge Robert Pergl Patrice Goueslard                | Ferrari 550 GTS Maranello      | M     | 129   |
| 10  | GTS  | 87 | Larbre Compétition                 | Tomáš Enge Robert Pergl Patrice Goueslard                | Ferrari 5.9L V12               | M     | 129   |
| 11  | LMP2 | 36 | Welter Racing                      | Sylvain Boulay Jean-Bernard Bouvet Jean-René de Fournoux | WR LMP2                        | M     | 129   |
| 11  | LMP2 | 36 | Welter Racing                      | Sylvain Boulay Jean-Bernard Bouvet Jean-René de Fournoux | Peugeot 3.4L V6                | M     | 129   |
| 12  | GTS  | 62 | Barron Connor Racing               | Mike Hezemans Jean-Denis Delétraz                        | Ferrari 575 GTC                | P     | 128   |
| 12  | GTS  | 62 | Barron Connor Racing               | Mike Hezemans Jean-Denis Delétraz                        | Ferrari 6.0L V12               | P     | 128   |
| 13  | GT   | 93 | Cirtek Motorsport                  | Adam Jones Sascha Maassen                                | Porsche 911 GT3 RSR (996)      | D     | 127   |
| 13  | GT   | 93 | Cirtek Motorsport                  | Adam Jones Sascha Maassen                                | Porsche 3.6L Flat-6            | D     | 127   |
| 14  | LMP1 | 11 | Larbre Compétition                 | Olivier Dupard (de) Sébastien Dumez Jean-Luc Blanchemain | Panoz GTP                      | M     | 127   |
| 14  | LMP1 | 11 | Larbre Compétition                 | Olivier Dupard (de) Sébastien Dumez Jean-Luc Blanchemain | Ford (Élan) 6L8 6.0L V8        | M     | 127   |
| 15  | GT   | 80 | Sebah Automotive                   | Xavier Pompidou Marc Lieb                                | Porsche 911 GT3 R (996)        | D     | 126   |
| 15  | GT   | 80 | Sebah Automotive                   | Xavier Pompidou Marc Lieb                                | Porsche 3.6L Flat-6            | D     | 126   |
| 16  | GT   | 81 | Farnbacher Racing                  | Patrick Long Lars Erik Nielsen Thorkild Thyrring         | Porsche 911 GT3 RSR (996)      | D     | 126   |
| 16  | GT   | 81 | Farnbacher Racing                  | Patrick Long Lars Erik Nielsen Thorkild Thyrring         | Porsche 3.6L Flat-6            | D     | 126   |
| 17  | LMP2 | 27 | Tracsport                          | John Ingram John Gaw Rick Pearson                        | Lola B2K/40                    | D     | 126   |
| 17  | LMP2 | 27 | Tracsport                          | John Ingram John Gaw Rick Pearson                        | Nissan (AER) VQL 3.0L V6       | D     | 126   |
| 18  | LMP2 | 32 | Lucchini Engineering               | Piergiuseppe Peroni Mirko Savoldi Filippo Francioni      | Lucchini LMP2/04               | P     | 125   |
| 18  | LMP2 | 32 | Lucchini Engineering               | Piergiuseppe Peroni Mirko Savoldi Filippo Francioni      | Judd XV675 3.4L V8             | P     | 125   |
| 19  | GT   | 80 | JMB Racing                         | Roman Rusinov Jaime Melo Bernt Longin                    | Ferrari 360 Modena GT          | D     | 125   |
| 19  | GT   | 80 | JMB Racing                         | Roman Rusinov Jaime Melo Bernt Longin                    | Ferrari 3.6L V8                | D     | 125   |
| 20  | GTS  | 61 | Barron Connor Racing               | John Bosch Danny Sullivan Thomas Biagi                   | Ferrari 575 GTC                | P     | 125   |
| 20  | GTS  | 61 | Barron Connor Racing               | John Bosch Danny Sullivan Thomas Biagi                   | Ferrari 6.0L V12               | P     | 125   |
| 21  | GTS  | 52 | Graham Nash Motorsport             | Philip Bennett David Leslie Paul Whight                  | Saleen S7-R                    | D     | 123   |
| 21  | GTS  | 52 | Graham Nash Motorsport             | Philip Bennett David Leslie Paul Whight                  | Ford 6.9L V8                   | D     | 123   |
| 22  | GT   | 90 | T2M Motorsport                     | Vanina Ickx Thierry Rabineau Christophe Tinseau          | Porsche 911 GT3 RS (996)       | Y     | 123   |
| 22  | GT   | 90 | T2M Motorsport                     | Vanina Ickx Thierry Rabineau Christophe Tinseau          | Porsche 3.6L Flat-6            | Y     | 123   |
| 23  | GT   | 75 | Autorlando Sport                   | Liz Halliday (en) Piers Masarati                         | Porsche 911 GT3 RS (996)       | P     | 123   |
| 23  | GT   | 75 | Autorlando Sport                   | Liz Halliday (en) Piers Masarati                         | Porsche 3.6L Flat-6            | P     | 123   |
| 24  | GT   | 84 | Seikel Motorsport                  | Tony Burgess Philip Collin Graeme Mundy                  | Porsche 911 GT3 RS (996)       | Y     | 122   |
| 24  | GT   | 84 | Seikel Motorsport                  | Tony Burgess Philip Collin Graeme Mundy                  | Porsche 3.6L Flat-6            | Y     | 122   |
| 25  | GT   | 96 | IN2 Racing                         | Juan Barazi Michael Vergers Nick Dudfield                | Porsche 911 GT3 RSR (996)      | D     | 121   |
| 25  | GT   | 96 | IN2 Racing                         | Juan Barazi Michael Vergers Nick Dudfield                | Porsche 3.6L Flat-6            | D     | 121   |
| 26  | LMP2 | 99 | PiR Compétition                    | Pierre Bruneau Marc Rostan                               | Pilbeam MP91                   | M     | 121   |
| 26  | LMP2 | 99 | PiR Compétition                    | Pierre Bruneau Marc Rostan                               | JPX (Mader) 3.4L V6            | M     | 121   |
| 27  | GT   | 76 | Autorlando Sport                   | Jim Michaelian Mauro Casadei François Labhardt           | Porsche 911 GT3 RSR (996)      | P     | 120   |
| 27  | GT   | 76 | Autorlando Sport                   | Jim Michaelian Mauro Casadei François Labhardt           | Porsche 3.6L Flat-6            | P     | 120   |
| 28  | GT   | 92 | Cirtek Motorsport                  | Andrew Kirkaldy Rob Wilson Maurizio Fabris               | Ferrari 360 Modena GT          | D     | 111   |
| 28  | GT   | 92 | Cirtek Motorsport                  | Andrew Kirkaldy Rob Wilson Maurizio Fabris               | Ferrari 3.6L V8                | D     | 111   |
| Abd | GT   | 91 | Racesport Salisbury                | John Hartshorne Steve Hyde Adam Sharpe (de)              | TVR Tuscan T400R               | D     | 105   |
| Abd | GT   | 91 | Racesport Salisbury                | John Hartshorne Steve Hyde Adam Sharpe (de)              | TVR Speed Six 4.0L I6          | D     | 105   |
| Abd | GTS  | 57 | Vitaphone Racing Konrad Motorsport | Uwe Alzen Michael Bartels Franz Konrad                   | Saleen S7-R                    | P     | 73    |
| Abd | GTS  | 57 | Vitaphone Racing Konrad Motorsport | Uwe Alzen Michael Bartels Franz Konrad                   | Ford 6.9L V8                   | P     | 73    |
| Abd | LMP2 | 35 | G-Force Racing                     | Sylvie Delcour Frank Hahn Philippe Haezebrouck           | Pilbeam MP84 (en)              | D     | 70    |
| Abd | LMP2 | 35 | G-Force Racing                     | Sylvie Delcour Frank Hahn Philippe Haezebrouck           | Nissan (AER) VQL 3.0L V6       | D     | 70    |
| Abd | LMP1 | 14 | Team Nasamax                       | Romain Dumas Robbie Stirling (en) Werner Lupberger (en)  | Nasamax DM139                  | M     | 68    |
| Abd | LMP1 | 14 | Team Nasamax                       | Romain Dumas Robbie Stirling (en) Werner Lupberger (en)  | Judd GV5 5.0L V10 (Bioéthanol) | M     | 68    |
| Abd | LMP2 | 31 | Équipe Palmyr                      | Grégory Fargier Christophe Ricard Philippe Favre (en)    | Lucchini SR2000                | D     | 63    |
| Abd | LMP2 | 31 | Équipe Palmyr                      | Grégory Fargier Christophe Ricard Philippe Favre (en)    | Alfa Romeo 3.0L V6             | D     | 63    |
| Abd | GT   | 79 | Thierry Perrier Perspective Racing | Tim Sugden Ian Khan (en) Michel Heydens (en)             | Porsche 911 GT3 R (996)        | D     | 53    |
| Abd | GT   | 79 | Thierry Perrier Perspective Racing | Tim Sugden Ian Khan (en) Michel Heydens (en)             | Porsche 3.6L Flat-6            | D     | 53    |
| Abd | LMP1 | 6  | Rollcentre Racing                  | Martin Short Patrick Pearce João Barbosa                 | Dallara SP1                    | D     | 49    |
| Abd | LMP1 | 6  | Rollcentre Racing                  | Martin Short Patrick Pearce João Barbosa                 | Judd GV4 4.0L V10              | D     | 49    |
| Abd | GT   | 77 | Choro Q Racing Team (ja)           | Haruki Kurosawa Kazuyushi Nishizawa                      | Porsche 911 GT3 RSR (996)      | Y     | 38    |
| Abd | GT   | 77 | Choro Q Racing Team (ja)           | Haruki Kurosawa Kazuyushi Nishizawa                      | Porsche 3.6L Flat-6            | Y     | 38    |
| Abd | LMP1 | 8  | Audi Sport UK Team Veloqx          | Allan McNish Pierre Kaffer                               | Audi R8                        | M     | 23    |
| Abd | LMP1 | 8  | Audi Sport UK Team Veloqx          | Allan McNish Pierre Kaffer                               | Audi 3.6L Turbo V8             | M     | 23    |
| Abd | GT   | 41 | RSR Racing                         | Jonny Kane Warren Hughes Lawrence Tomlinson              | TVR Tuscan T400R               | D     | 19    |
| Abd | GT   | 41 | RSR Racing                         | Jonny Kane Warren Hughes Lawrence Tomlinson              | TVR Speed Six 4.0L I6          | D     | 19    |
| Abd | LMP1 | 20 | Lister Racing                      | Justin Keen (en) Marc Goossens                           | Lister Storm LMP               | D     | 16    |
| Abd | LMP1 | 20 | Lister Racing                      | Justin Keen (en) Marc Goossens                           | Chevrolet LS1 6.0L V8          | D     | 16    |
| Abd | GT   | 40 | RSR Racing                         | Michael Caine (en) Nigel Greensall Jonathan Coleman      | TVR Tuscan T400R               | D     | 10    |
| Abd | GT   | 40 | RSR Racing                         | Michael Caine (en) Nigel Greensall Jonathan Coleman      | TVR Speed Six 4.0L I6          | D     | 10    |
| Abd | LMP1 | 17 | Pescarolo Sport                    | Jean-Marc Gounon Soheil Ayari                            | Pescarolo C60                  | M     | 9     |
| Abd | LMP1 | 17 | Pescarolo Sport                    | Jean-Marc Gounon Soheil Ayari                            | Judd GV5 5.0L V10              | M     | 9     |

Légende :
- Abd. = Abandon